# Rakvere
Rakvere (deutsch Wesenberg) ist eine Stadt im Norden Estlands, zu Füßen einer alten Burg des Deutschen Ordens, die den Namen Wesenberg trägt.

## Geschichte

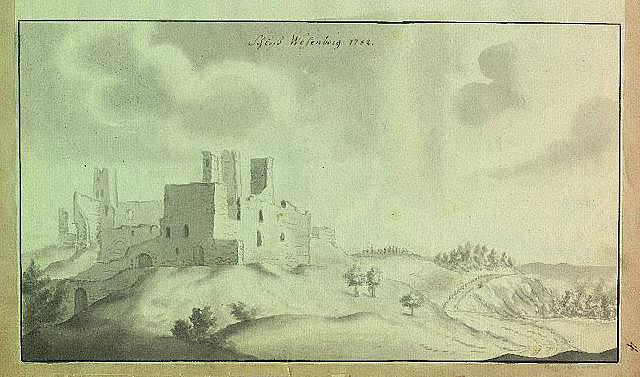
Ansicht der Burg Wesenberg aus dem Jahr 1782

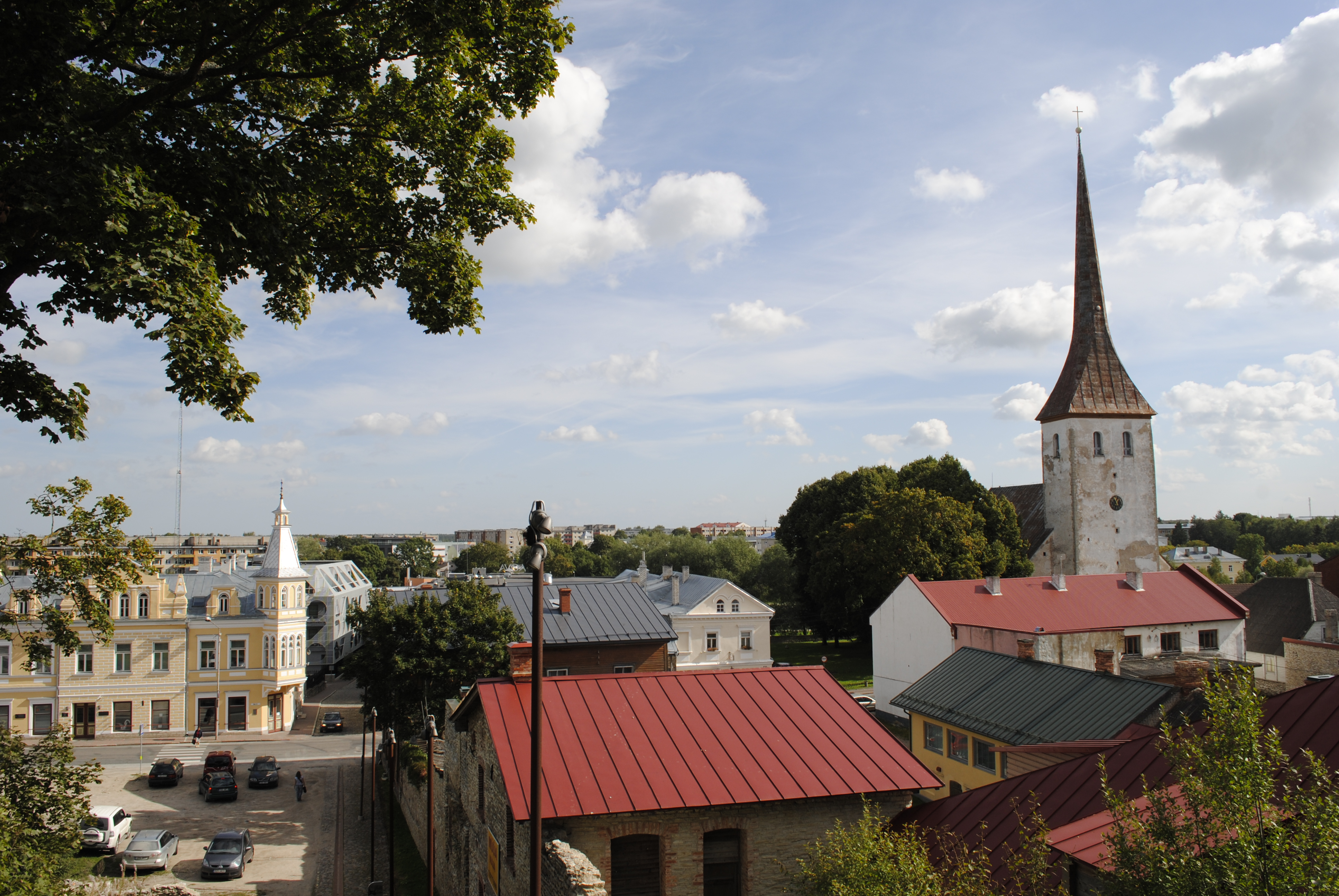
Blick über die Stadt

Rakvere wurde 1250 als Wesenberg erstmals urkundlich erwähnt. Im Jahr 1268 ereignete sich in der Nähe der Stadt die Schlacht bei Wesenberg, in der die deutsch-dänische Armee den Russen unterlag. Wesenberg erhielt 1302 Lübisches Stadtrecht. 1346 gelangte die Burg in den Besitz des Deutschen Ordens, an den Dänemark seinen gesamten Besitz in Livland veräußert hatte.
Während des Livländischen Kriegs wurde die Stadt stark beschädigt und kam unter russische Herrschaft. Auch die Schweden belagerten die Stadt, kurz bevor es 1602 zur Bildung des Litauisch-polnischen Doppelreichs kam; die Polen zerstörten 1605 die Burg. Während des Großen Nordischen Kriegs wurde Wesenberg 1704 von russischen Truppen nach einer weiteren Schlacht niedergebrannt. Im Frieden von Nystad, der diesen Krieg beendete, wurde die Stadt dem russischen Reich zugesprochen, zu dem es bis zur Gründung der souveränen Republik Estland im Jahre 1918 gehörte.
| Jahr      | 1934   | 1959   | 1970   | 1979   | 1989   | 2004   | 2008   | 2011   | 2017   | 2018   | 2025   |
| --------- | ------ | ------ | ------ | ------ | ------ | ------ | ------ | ------ | ------ | ------ | ------ |
| Einwohner | 10.027 | 14.296 | 17.891 | 19.011 | 19.822 | 16.851 | 16.988 | 15.264 | 15.526 | 15.413 | 15.668 |

## Bildung und Kultur

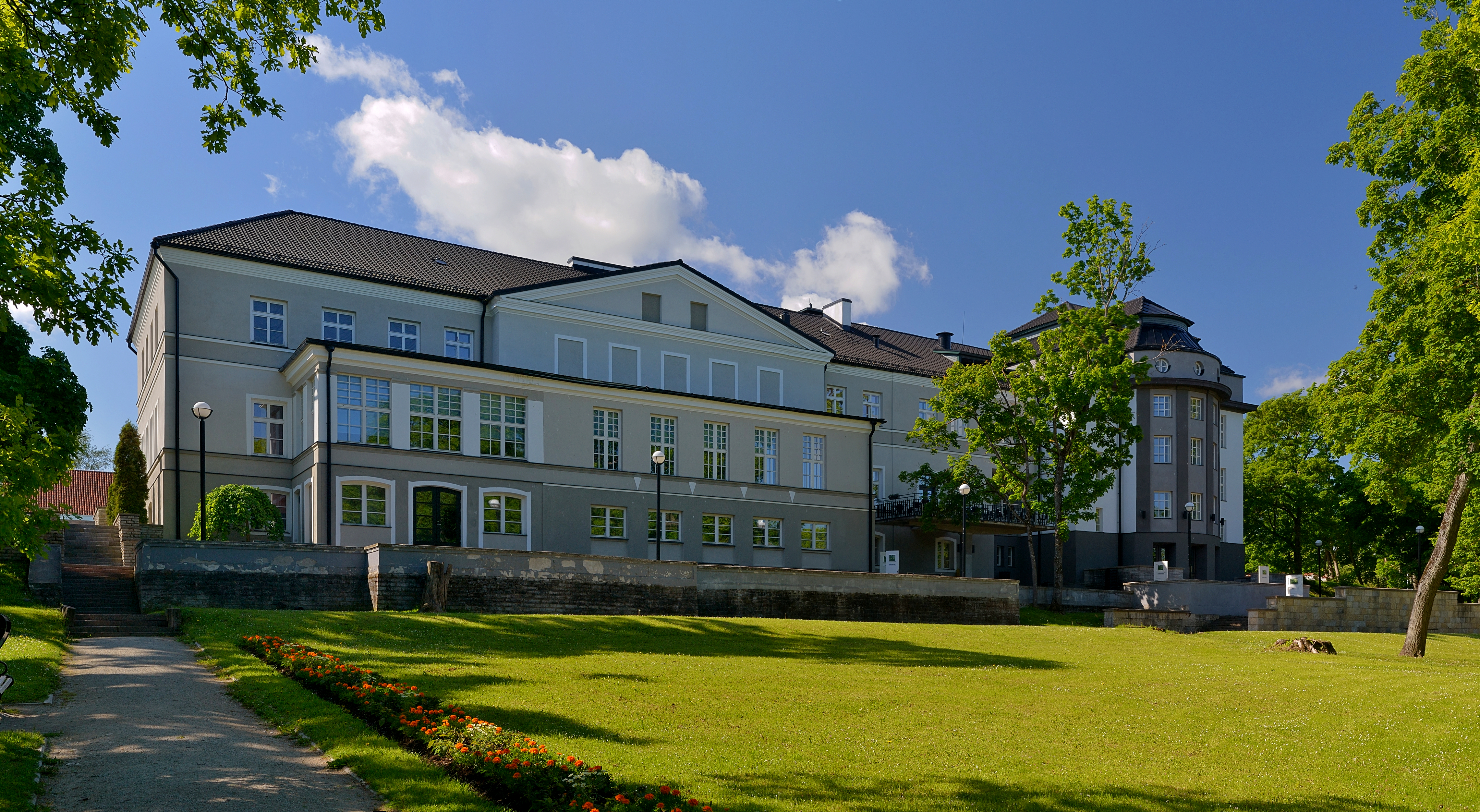
Das Theater in Rakvere

### Hochschulen und Schulen
Rakvere ist einer von sechs Standorten der privaten Eesti Ettevõtluskõrgkool Mainor (Estnische Fachhochschule für Unternehmertum). Das Rakvere Gümnaasium wurde 1912 gegründet.

### Theater
Rakvere galt in sowjetischen Zeiten als die kleinste Stadt mit einem eigenen professionellen Theater (Rakvere teater). In den 1970er und 1980er Jahren erlebte es seine Blütezeit, seit 1996 einen künstlerischen Wiederaufstieg als Repertoiretheater.
Im Sommer gibt es Freilufttheater in der Burgruine Wesenberg.

## Sehenswürdigkeiten

### Bauwerke
- Ordensburg Wesenberg
- Stadtpfarrkirche aus dem 14. Jahrhundert
- Paulus-Freiheitskirche von 1940 (unvollendet, heute als Turnhalle genutzt)
- Tarvas-Statue – Skulptur eines Auerochsen
- Marktplatz

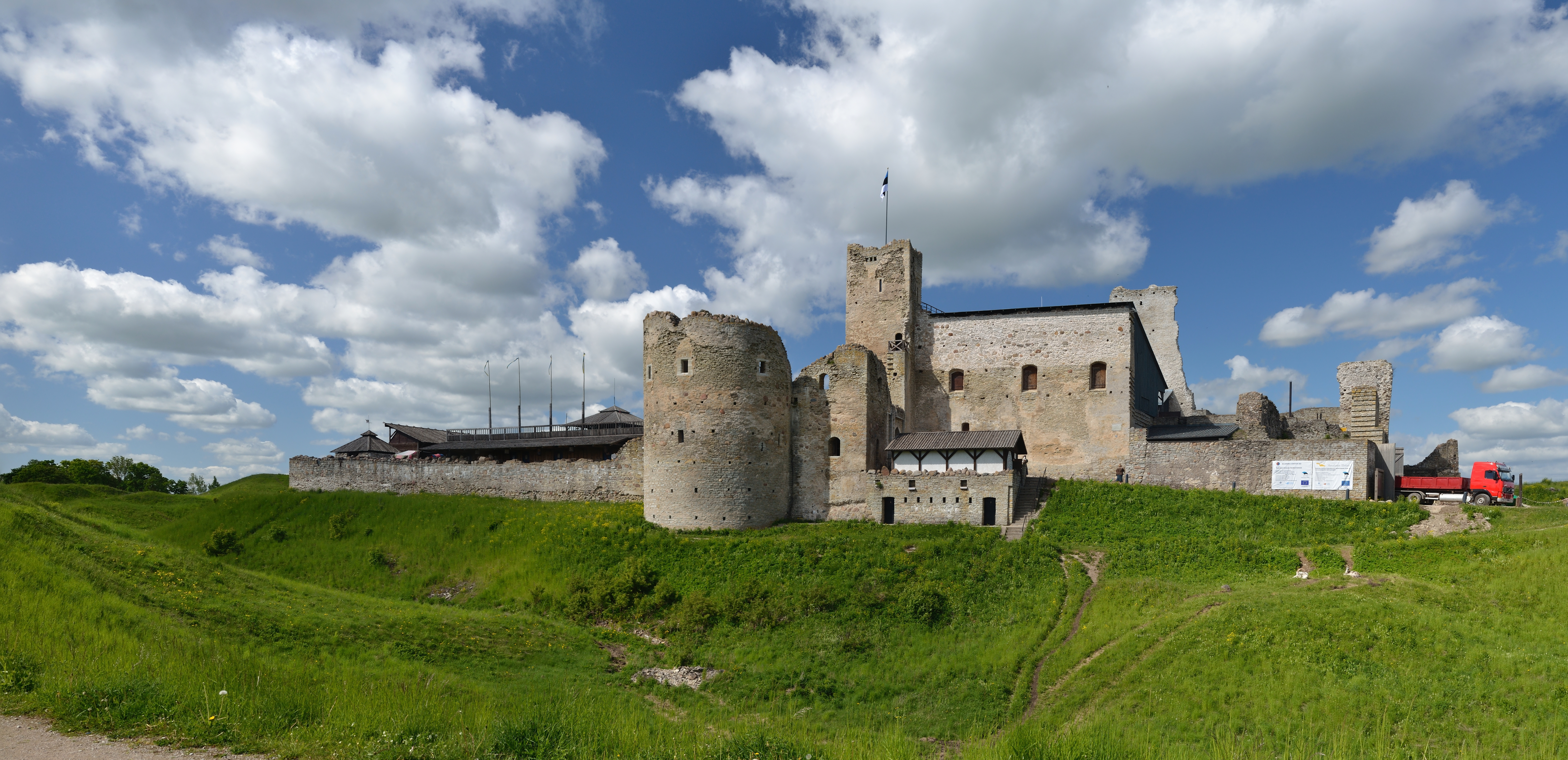
Ordensburg Wesenberg
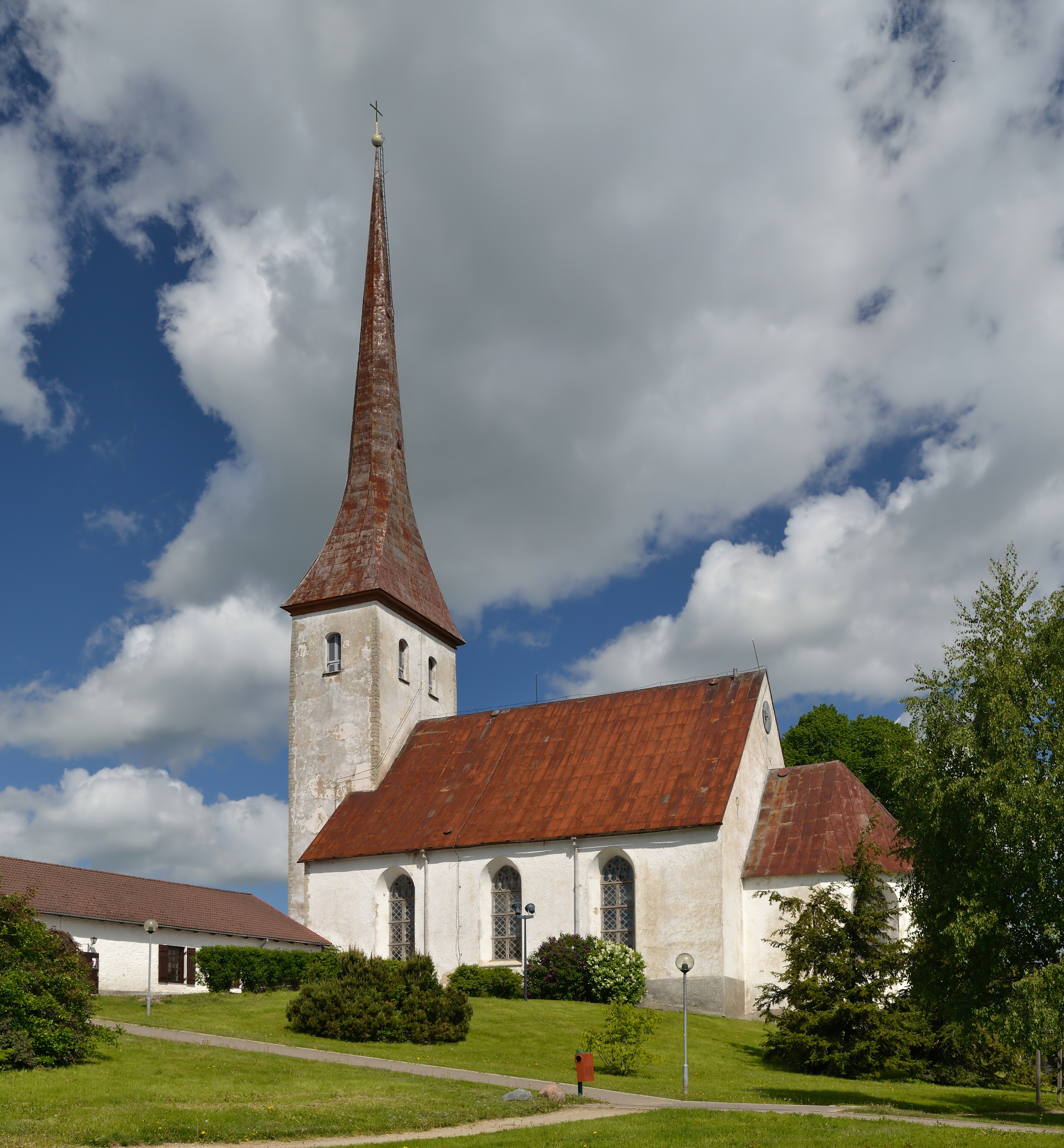
Die Stadtpfarrkirche
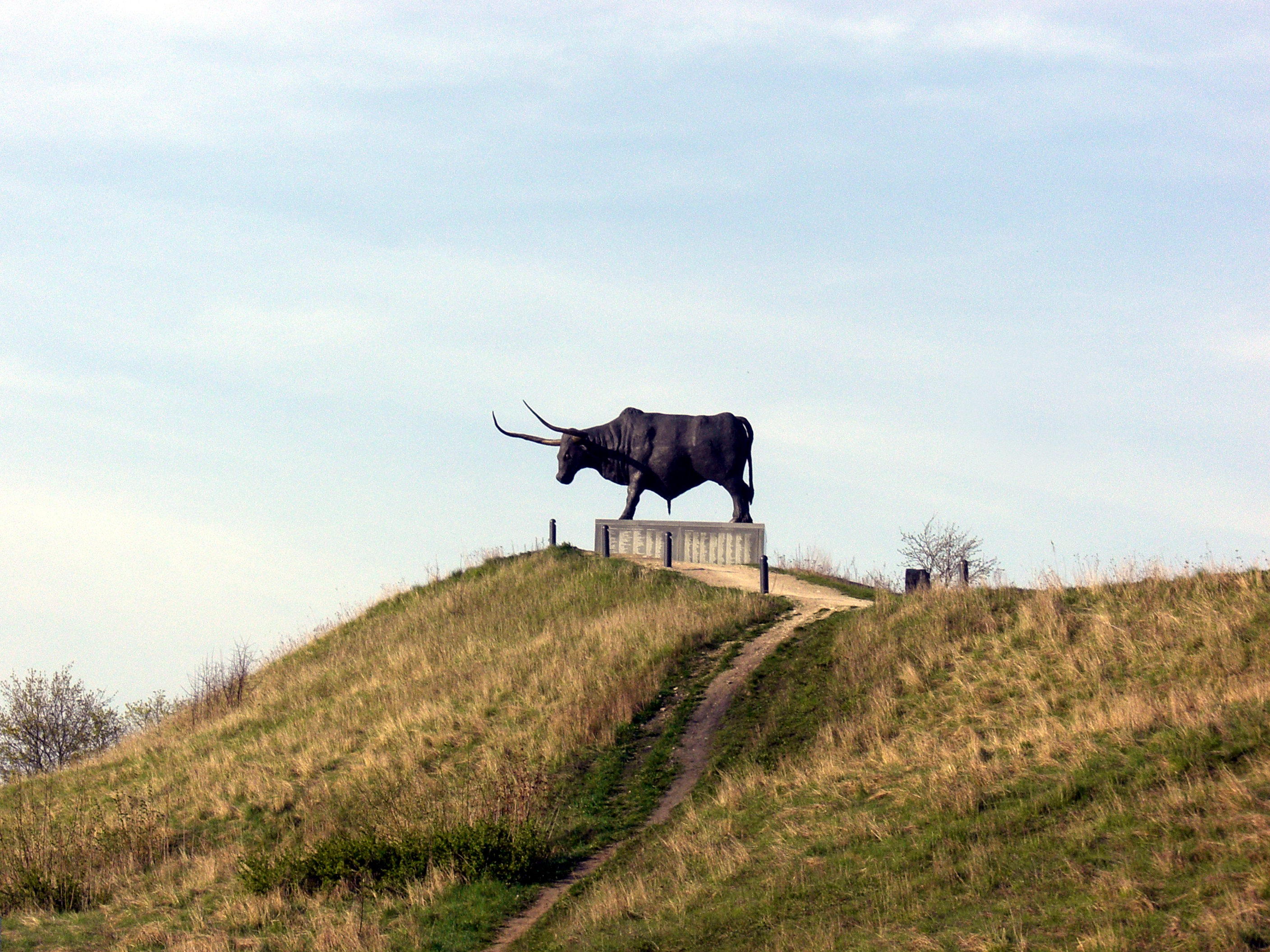
Der Auerochse von Rakvere
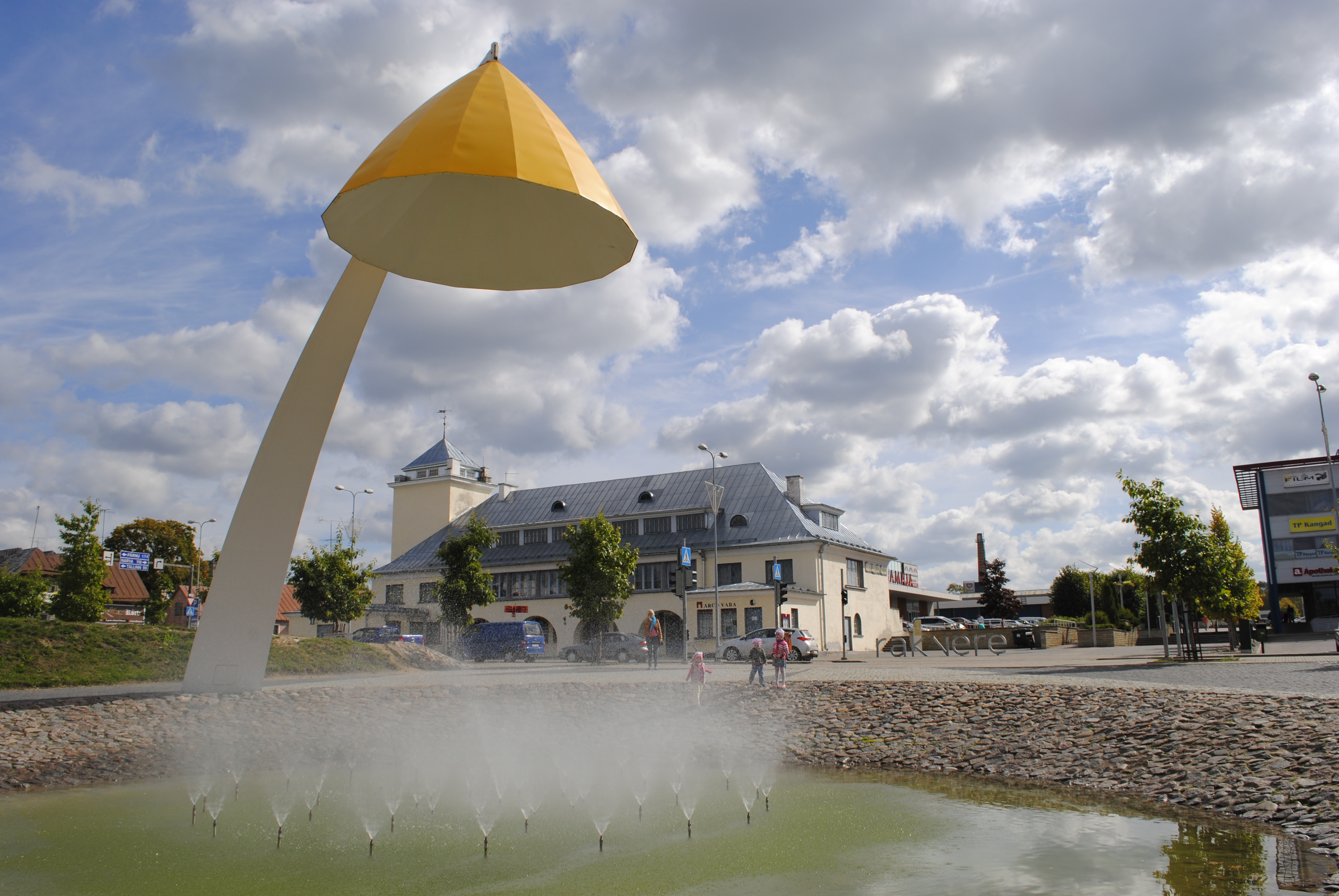
Marktplatz

### Parks
Es existiert ein Friedhof, der an 1456 deutsche Kriegstote erinnert, die während der Besetzung des Baltikums 1941–1944 im Lazarett von Rakvere gestorben sind.

### Naturdenkmäler
Nordwestlich schließt sich der Lahemaa Nationalpark (34.647 Hektar) an die Stadt an.

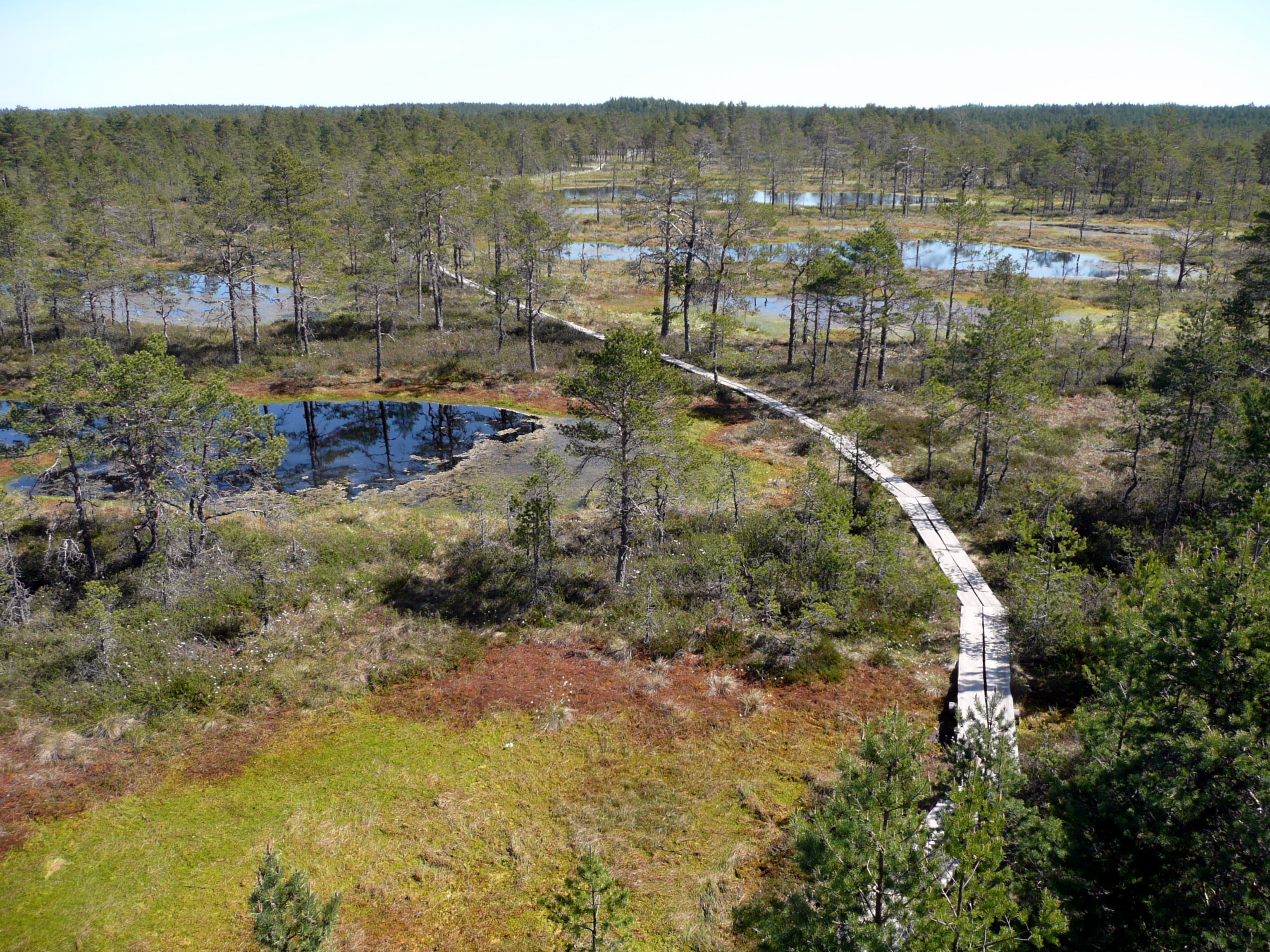
Weg im Nationalpark
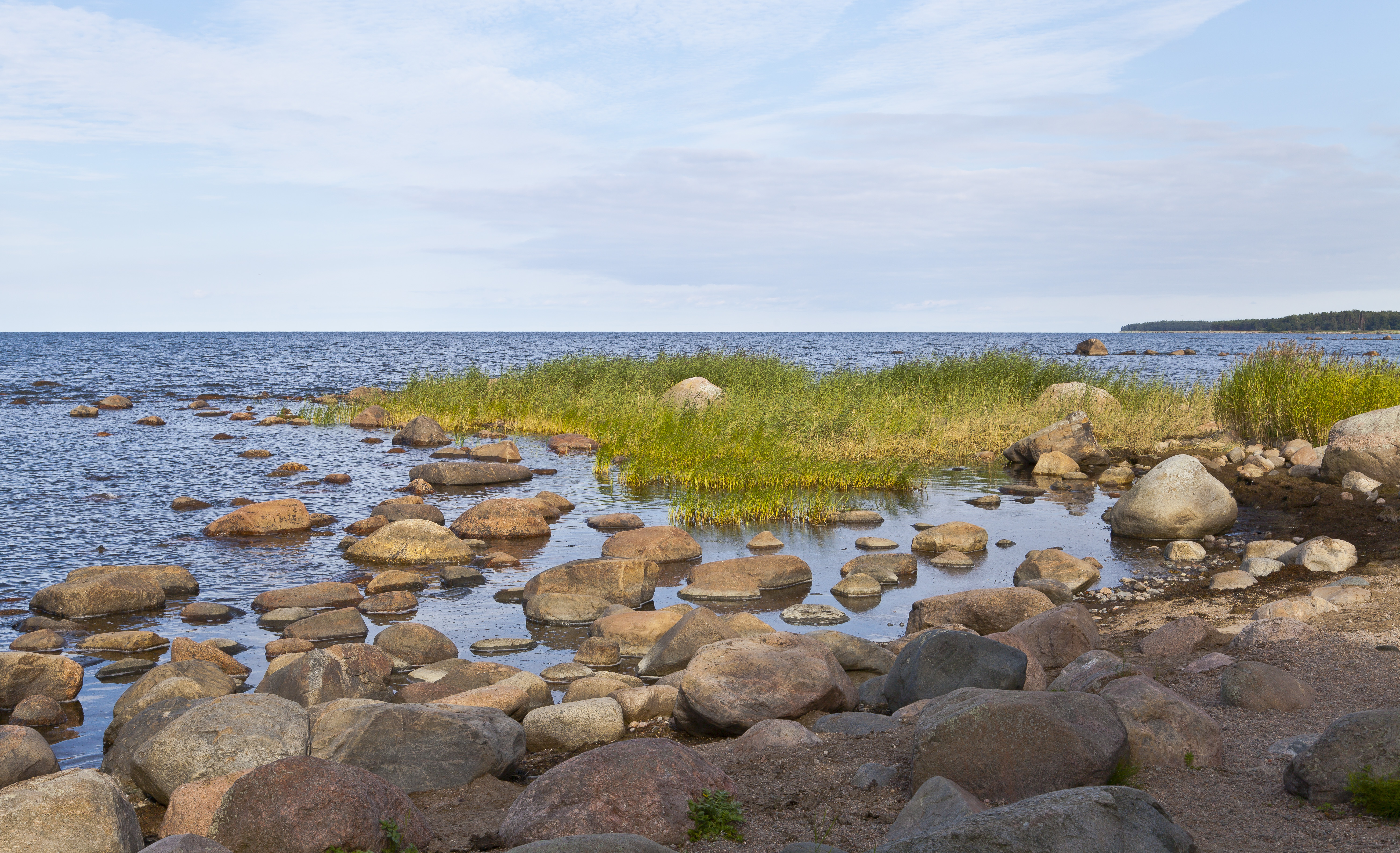
Findlinge im Nationalpark

## Wirtschaft und Infrastruktur

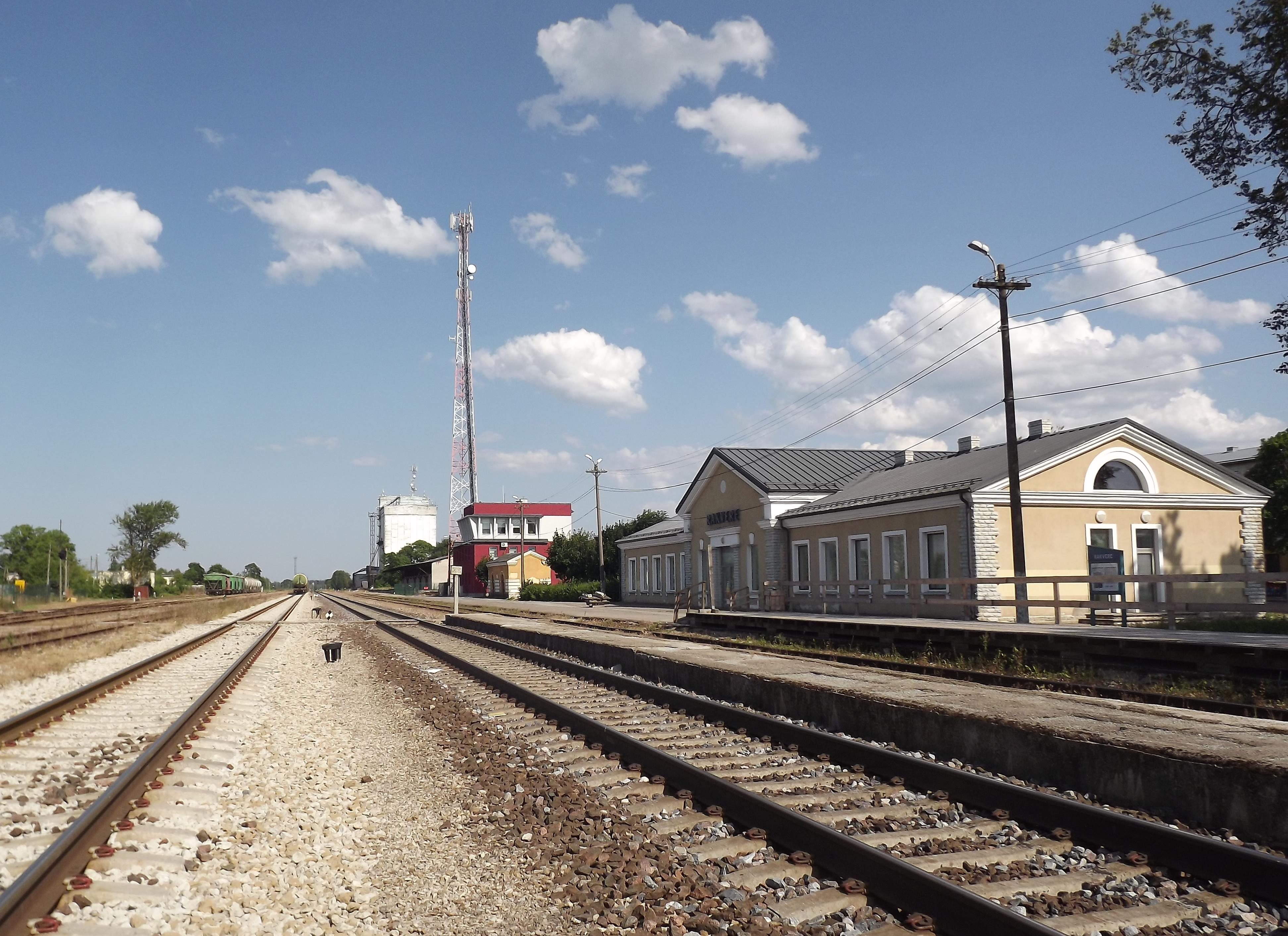
Bahnhof

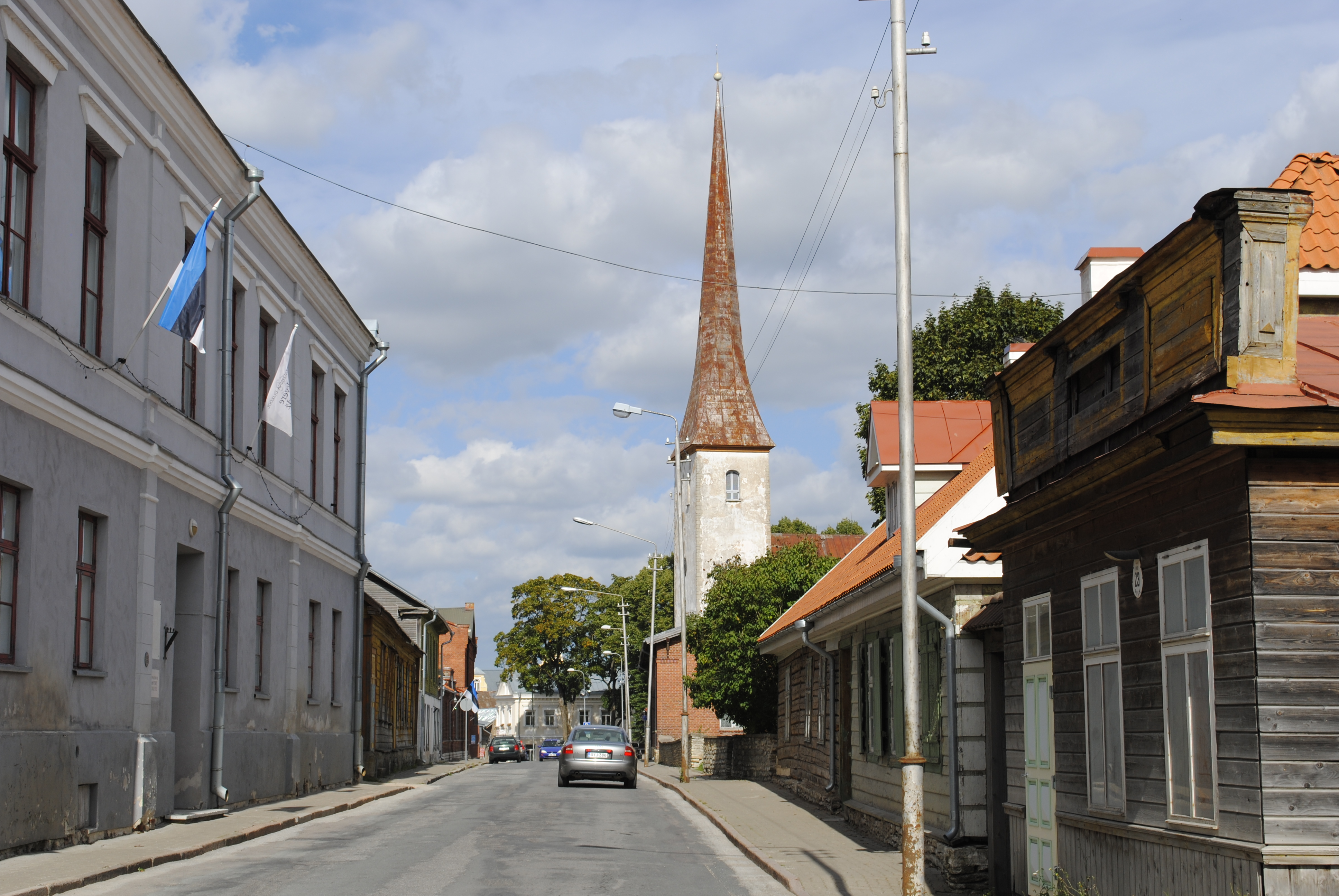
Pikk tänav in Rakvere mit der Stadtpfarrkirche

### Verkehr
Es besteht eine gute Straßenverbindung zur Põhimaantee 1 nach Tallinn und Sankt Petersburg. Daneben bindet die nach Pärnu führende und im Ring um die Stadt verlaufende Põhimaantee 5 Rakvere in Richtung Südwesten und Lettland an. Die Bahnstrecke Tallinn–Narva verläuft durch die Stadt.

### Ansässige Unternehmen
Erwähnenswert ist das ehemalige Fleischkombinat, heute ein moderner Fleischverarbeitungsbetrieb, der auf das reichhaltige Fleischangebot aus der ländlichen Umgebung zurückgreifen kann. Milcherzeugung und Holzwirtschaft sind im Umland ebenfalls verbreitet. In der Stadt gibt es mehrere holzverarbeitende Betriebe. Die in der Nähe befindlichen flächenzehrenden Phosphattagebaue zur Gewinnung von Düngemitteln werden zurückgefahren, weil sie die Umwelt belasten.

### Medien
Am 1. November 1880 wurde in Rakvere die erste Ausgabe des „Wesenberger Anzeigers“ gedruckt, der eine Zeitung für die fast ein Drittel der Bevölkerung ausmachenden Deutschen war.

## Städtepartnerschaften
Partnerstädte von Rakvere sind:
| - Lappeenranta, Finnland (1994) - Lapua, Finnland (1995) - Senaki, Georgien (1996) - Lütjenburg, Deutschland (1999) - Sigtuna, Schweden | - Panevėžys, Litauen - Cēsis, Lettland - Szolnok, Ungarn - Wischgorod, Ukraine |

## Söhne und Töchter der Stadt
- Jacob Johann Sievers (1731–1808), russischer (deutsch-baltischer) Staatsmann und Reformator
- Johann Georg Born (1778–1851), russischer (deutsch-baltischer) Dichter und Pädagoge
- Paul von Kügelgen (1843–1904), russischer (deutsch-baltischer) Journalist
- Oscar von Gebhardt (1844–1906), deutscher Theologe und Bibliothekar
- Gerhard von Rosen (1856–1927), deutsch-baltischer Landschaftsmaler und Hochschullehrer
- Heinrich Paal (1895–1941), Fußballspieler
- Lauri Vaska (1925–2015), estnisch-US-amerikanischer Chemiker
- Raimond Kaugver (1926–1992), Schriftsteller
- Aino Pervik (1932–2025), Schriftstellerin
- Erik Tohvri (1933–2020), Schriftsteller
- Tõnis Lehtmets (* 1937), Schriftsteller
- Alar Toomre (* 1937), aus Estland stammender US-amerikanischer Astronom und Mathematiker
- Jaan Kiivit junior (1940–2005), evangelischer Theologe und Erzbischof der Estnischen Evangelisch-Lutherischen Kirche
- Ene Ergma (* 1944), Politikerin und Astrophysikerin
- Toomas Varek (* 1948), Politiker
- Tõnu-Andrus Tannberg (* 1961), Historiker
- Sven Kivisildnik (* 1964), Schriftsteller und Publizist
- Hannes Võrno (* 1969), Fernsehmoderator und Modedesigner
- Liina Lukas (* 1970), Germanistin und Literaturwissenschaftlerin
- Marge Nelk (* 1975), Künstlerin und Buchdesignerin
- Karmen Joller (* 1976), Ärztin und Politikerin
- Moonika Aava (* 1979), Speerwerferin
- Jouko Hein (* 1980), Skispringer
- Rannar Vassiljev (* 1981), Politiker und Unternehmensberater
- Baruto Kaito (* 1984), Sumōringer
- Ave Pajo (* 1984), Fußballspielerin
- Martti Juhkami (* 1988), Volleyballspieler
- Mart Seim (* 1990), Gewichtheber
- Janek Õiglane (* 1994), Zehnkämpfer
- Marleen Mülla (* 2001), Stabhochspringerin